# Casa Marina
Pour les articles homonymes, voir Marina.
Le Casa Marina est un hôtel américain situé à Jacksonville Beach, en Floride. Ouvert en 1925, il est inscrit au Registre national des lieux historiques depuis le 2 septembre 1993 et est membre des Historic Hotels of America depuis 2005.

## Visites
Le poète Wallace Stevens se rend à plusieurs reprises à Key West, en Floride, entre 1922 et 1940, séjournant généralement à l'hôtel Casa Marina, au bord de l'océan Atlantique. Il s'y rend pour la première fois en janvier 1922, lors d'un voyage d'affaires. "L'endroit est un paradis (...) un temps de plein été, le ciel brillamment clair et intensément bleu, la mer bleue et verte au-delà de ce que vous avez jamais vu".